# Мечи макак
Мечият макак (Macaca arctoides) е вид бозайник от семейство Коткоподобни маймуни (Cercopithecidae). Видът е световно застрашен, със статут Уязвим.

## Разпространение
Видът е разпространен във Виетнам, Индия, Камбоджа, Китай, Лаос, Малайзия, Мианмар и Тайланд. Внесен е в Хонконг.
Вероятно е изчезнал в Бангладеш.